# دومنیکو آلیپرتا
دومنیکو آلیپرتا (انگلیسی: Domenico Aliperta؛ زادهٔ ۱۰ نوامبر ۱۹۹۰) بازیکن فوتبال اهل ایتالیا است.